# On the 6
On the 6 é o álbum de estreia da artista musical estadunidense Jennifer Lopez. Foi lançado em 1 de junho de 1999, pelo Work Group. A versão em espanhol do álbum foi lançada em 24 de novembro de 1999. Lopez trabalhou com vários produtores durante a concepção do projeto, incluindo Rodney Jerkins, Cory Rooney, Dan Shea e seu então namorado na época, o rapper e produtor musical Sean "Puffy" Combs.
Os críticos saudaram a estreia musical de Lopez dando uma resposta em sua maioria positiva ao projeto. On the 6 foi elogiado por seu estilo conservador, embora dinâmico, e a combinação sonora de música pop, pop latino, e R&B. O desempenho vocal de Lopez recebeu elogios por sua versatilidade, descrita pelos críticos como "sedutora" e "sensual". Alguns acharam o material e os vocais da cantora no álbum abaixo do esperado, no entanto. O álbum foi bem sucedido nas paradas, alcançando o top 10 nos Estados Unidos e outros países (contrariando os boatos de que poderia arruinar sua carreira). On the 6, vendeu quase três milhões de cópias só nos Estados Unidos (sendo certificado de
platina tripla pela Recording Industry Association of America) e mais de 8 milhões de cópias em todo o mundo.
Como forma de promoção do disco, cinco singles foram extraídos, tendo a maioria obtendo êxito comercial. "If You Had My Love" alcançou o primeiro lugar nos Estados Unidos, enquanto "Waiting for Tonight" alcançou o top 10. "No Me Ames", uma balada interpretada por Lopez e seu futuro marido Marc Anthony, foi um sucesso nas paradas latinas da Billboard, enquanto "Let's Get Loud" se tornou um das canções de assinatura da artista. O videoclipe de "If You Had My Love" obteve exibição frequente na MTV, VH1 e BET, com "Waiting for Tonight" e "Feelin' So Good" recebendo uma resposta semelhante. Na época do lançamento do álbum, vários outros artistas latinos (incluindo Ricky Martin e Marc Anthony) estavam obtendo sucesso no mercado musical mainstream, considerado uma "explosão" e "boom  latino", liderados por Martin e Lopez. O sucesso do On the 6, permitiu que Lopez tornasse posteriormente um ícone da cultura pop nos anos seguintes após seu lançamento.

## Antecedentes
A ideia de fazer um álbum não é um truque. Não foi: 'Oh, estou bem como atriz, talvez eu deva fazer um álbum!', Eu tive um contrato de gravação [com a Giant Records] antes da minha carreira no cinema, por sorte, decolou [...] Quando eu fiz Selena, tudo voltou, tendo essa interação com os fãs e o público, o que você não sente gravando filmes. Eu senti muita falta disso. Senti falta da empolgação do palco, que tive no início da minha carreira no teatro musical.

 —Lopez sobre sua decisão de começar uma carreira musical.
Desde a infância, os pais porto-riquenhos de Lopez enfatizaram a importância de se ter uma boa ética de trabalho e a capacidade de falar inglês. Eles incentivaram suas três filhas a fazer apresentações em casa, cantando e dançando na frente uma da outra e de seus amigos, para que perdessem a timidez. Durante seu último ano do ensino médio, Lopez soube sobre um casting para adolescentes para pequenos papéis no cinema. Ela fez o teste e foi escalada para My Little Girl (1986), um filme de baixo orçamento, co-escrito e dirigido por Connie Kaiserman. Depois de filmar seu papel, Lopez sabia que ela queria se tornar uma "famosa estrela de cinema". Ela então contou aos pais, mas eles disseram que era uma ideia "muito estúpida" e que "nenhum latino havia feito isso". Seu desacordo com eles levou Lopez a sair da casa de sua família e alugar um apartamento em Manhattan. Durante este período, Lopez se apresentou em produções regionais de vários musicais antes de ser contratada para o coro em um musical que percorreu pela Europa por cinco meses. Ela estava descontente com o papel, já que ela era a única integrante do refrão a não ter um solo. Ela conseguiu um emprego no programa japonês Synchronicity como dançarina, cantora e coreógrafa. Lopez obteve então seu primeiro trabalho de destaque como dançarina no programa de comédia da televisão In Living Color. Ela se mudou para Los Angeles com o então namorado David Cruz para filmar a série, e permaneceu como membro do elenco até 1993 (quando ela decidiu seguir carreira de atriz em tempo integral).
Depois de uma série de papéis no cinema, Lopez recebeu seu grande sucesso em 1996, quando foi escalada para interpretar a a cantora e compositora americana Selena Quintanilla Perez em um filme biográfico com seu nome que retrataria sua vida. No filme, a voz de Selena é usada para as cenas musicais, mas Lopez cantava as letras em vez de sincronia labial. Quando perguntada em uma entrevista se Selena a inspirou a lançar uma carreira musical, Lopez disse "Eu realmente, me inspirei, porque eu comecei minha carreira no palco no teatro musical. Então, fazer o filme me lembrou o quanto eu sentia falta de cantar, dançar, e coisas do tipo ..." Depois de filmar Selena, Lopez senti-se "realmente conectada com raízes latinas" e gravou um disco demo com faixas em espanhol. O gerente de Lopez enviou a música ("Vivir Sin Ti") para a gravadora Work Group da Sony Music Entertainment, que demonstrou interesse em contrata-la. Tommy Mottola, chefe da gravadora, sugeriu que ela cantasse em inglês entrando em seguida nos estúdios para começar a gravar. Lopez estava ciente de que ela ganhou um contrato de gravação devido a sua aparência e reputação, e queria provar que tinha talento musical. Antes de seu primeiro álbum, os críticos se perguntavam por que se ela correria o risco de lançar uma carreira musical, escrevendo: "Se o álbum fosse um fracasso, não só envergonharia Lopez, mas poderia até mesmo prejudicar sua carreira de atriz."

## Gravação
Para compor On the 6, Mottola e Lopez se reuniram com vários produtores, mas o produtor e escritor Cory Rooney mais tarde lembrou que quando ele conheceu Lopez, eles "imediatamente se deram bem". Ele tocava piano e cantava "Talk About Us" para eles, do qual Mottola e Lopez gostavam; ela gravou no dia seguinte e trabalhou de perto com Rooney no resto do álbum. Outros colaboradores de On the 6 incluíram o seu então namorado na época Sean "Puffy" Combs, e seu futuro marido Marc Anthony, Rodney "Darkchild" Jerkins, Poke & Tone e o casal de produtores Emilio e Gloria Estefan.  A cantora vencedora do Grammy e produtora vocal Betty Wright, conhecida por seu hit "Clean Up Woman" (1971), trabalhou de perto com Lopez no álbum e lhe deu "muita inspiração". Lopez disse que Wright tinha "um espírito incrível": "Ela estava no [estúdio] comigo, dia após dia, me ajudando. Eu sou uma jovem cantora, sabe? Uma cantora de estúdio iniciante. Eu posso ter cantado tudo minha vida, ter cantado no palco e coisas assim, mas é diferente gravar em estúdio. Você precisa de alguém que realmente possa guiar você através disso".
Um dia, enquanto trabalhava em On the 6, Jennifer Lopez "aconteceu de estar" gravando no mesmo estúdio de gravação onde o artista americano Marc Anthony também estava. Anthony, ficou intrigado com Lopez depois de vê-la em Selena (1997), entrou em seu estúdio e pediu que ela aparecesse no videoclipe de sua música "No Me Conoces". Ela concordou, mas apenas se ele gravasse uma música com ela, ao que ele concordou. Lopez relembrou esses eventos durante seu álbum de vídeo Feelin' So Good, dizendo: "Então naquela época eu liguei para Tommy [Mottola] e eu fiquei tipo 'Olha, então Marc Anthony disse que faria uma música e eu realmente não quero fazer um dueto com qualquer um, eu quero fazer um dueto com ele. Então você pode forçá-lo a assinar algo, então ele tem que fazer um disco comigo? Se eu fizer esse vídeo!'". Os dois primeiros gravaram o vídeo e começaram a trabalhar na música.
"Let's Get Loud" foi originalmente escrita para Gloria Estefan, mas ela sentiu como se a música fosse muito parecida com suas gravações anteriores. Ela então passou a música para Lopez, afirmando que ela o deixaria "mais divertida" e colocaria "um novo giro" nela. Lopez sentiu que gravar seu primeiro álbum foi "mundos à parte" de ser uma atriz de cinema em Hollywood: "O negócio do cinema é tão estruturado com prazos e tal. Mas o negócio da música é tão solto que você pode entrar quando quiser". Ela esperava que o On the 6 apelaria para pessoas como ela: "O inglês é minha primeira língua. Eu cresci aqui. Eu nasci aqui, não tive uma carreira em espanhol antes. Acho que [o álbum] atrai definitivamente minha descendência familiar, nós crescemos na América, mas tinha pais latinos ou pais de diferentes etnias". Ela queria que o álbum refletisse os dois lados dela, considerando os hispânicos como seu "público central".

## Singles
O primeiro single de On the 6, "If You Had My Love" foi lançado em 4 de maio de 1999. Produzido por Rodney Jerkins, LaShawn Daniels, Fred Jenkins III e Cory Rooney, o single foi um sucesso instantâneo (alcançando o número um nos Estados Unidos). Foi também um sucesso internacional, alcançando o número um na Austrália, Nova Zelândia, Finlândia e outros países; alcançando o top dez de mais de dez países. Refletindo sobre o sucesso da canção nos Estados Unidos, Lopez disse "Quando penso nisso, ainda digo uau, o primeiro disco que eu fiz foi para o número 1. É apenas um sentimento avassalador ... Isso é uma coisa muito especial". O videoclipe da canção, dirigido por Paul Hunter, causou um tumulto por seu tema de voyeurismo e ganhou constante reprodução no canal de videoclipes MTV. Foi bem recebido pelos críticos, com a Entertainment Weekly classificando-o como A-menos. "No Me Ames" (com Marc Anthony) foi o segundo single do álbum. Embora tenha sido lançado como um single lado B com "If You Had My Love", ambas as músicas foram fornecidas para as estações de rádio, entrando na parada Hot Latin Songs da Billboard.
O terceiro single extraído da obra, "Waiting for Tonight", foi lançado em 15 de novembro de 1999. O videoclipe com tema de festa de Ano Novo, foi considerado o melhor single (e videoclipe) de sua carreira. À medida que o ano 2000 se aproximava, "Waiting for Tonight" subiu na Billboard Hot 100 até chegar ao número 8 (tornando-se o segundo single Top-10 de Lopez). Em 25 de janeiro de 2000, "Feelin' So Good", com os rappers Big Punisher e Fat Joe, foi lançado como o terceiro single do álbum. Big Punisher não apareceu no Saturday Night Live, onde Lopez e Fat Joe cantaram a música no momento de seu lançamento; Mais tarde, foi anunciado pela MTV News que o rapper havia morrido de um ataque cardíaco devido ao seu excesso de peso. Lopez mais tarde divulgou uma declaração lamentando sua morte: "Ele era uma fonte de orgulho para a comunidade latina, um grande artista e uma grande pessoa. Sentiremos muito a sua falta". Em meio à morte do rapper, "Feelin 'So Good" não conseguiu repetir o sucesso dos primeiros singles do álbum, chegando ao número 51 nos Estados Unidos; no entanto, ele recebeu pesada exibição pela MTV. O videoclipe mostra Lopez "e suas amigas se preparando para uma noite na cidade, depois cruzando catracas da realidade para entrar em um metrô com destino a Manhattan". Em junho daquele ano, "Let's Get Loud" foi lançado como o último single do disco, antes de Lopez voltar a se dedicar a gravação de um novo álbum.

## Lançamento e promoção
Já fiz muitas entrevistas porque queria que todos soubessem como me sentia a respeito; Como isso não foi algo que foi uma vitória para mim e que não era algo que era um truque ou que eu pensei como, "oh eu só vou fazer isso pra ver o que acontece". Não, isso sempre foi uma parte de mim desde que eu era muito jovem, e eles terem me conhecido como atriz primeiro foi uma coincidência, porque eu sempre farei os dois. Foi apenas uma questão de timing

—Lopez, sobre a extensa promoção do On the 6.
O título do álbum se refere à linha 6 do Metrô de Nova York, que Lopez costumava ir de casa para o trabalho em Manhattan, bem como sua casa no Bronx durante seu início de carreira. No dia do lançamento do álbum, Lopez apareceu na Virgin Megastore em Nova York e assinou cópias do CD para os fãs. Em 4 de junho, Lopez apareceu na Wherehouse Entertainment Store no Beverly Connection, em Los Angeles, Califórnia, para divulgar o álbum. De acordo com o Yahoo! Music, "Ela estará fazendo uma grande entrada no tapete vermelho e assinando autógrafos para a multidão esperada para o evento". Em 9 de julho, Lopez e Ricky Martin apareceram no The Oprah Winfrey Show para discutir a "explosão latina" no mercado musical anglo. No dia seguinte, ela se apresentou na cerimônia de encerramento da Copa do Mundo de Futebol Feminino da FIFA de 1999 no Rose Bowl. Em 12 de agosto, Lopez apresentou o Teen Choice Awards. Uma semana depois, foi ao ar um documentário intitulado 24 Hours With Jennifer Lopez – From Fly Girl to Major Star no BET. Em 23 de agosto, Lopez apareceu no Making the Video da MTV (episódio 108), onde as câmeras a seguiram enquanto ela filmou o vídeo de "Waiting for Tonight". Naquele mês de outubro, a MTV exibiu um documentário sobre a artista, que retrocedeu seus passos como um dos astros mais badalados do show business retornando aos seus dias infância no Bronx, onde seu sonho de se apresentar foi desenvolvido pela primeira vez, aos cinco anos como balé e estudante de flamenco". Em 8 de dezembro, Lopez performou pela primeira vez "Waiting for Tonight" no Billboard Music Awards no MGM Grand Garden Arena, em Las Vegas, onde abriu a cerimonia.
Em 27 de dezembro, Lopez e seu então namorado, o rapper e produtor Sean Combs (que co-produziu On the 6), foram presos com outros dois em conexão com um tiroteio em frente ao Times Square Club em Nova York. Eles foram acusados de posse criminosa de uma arma e propriedade roubada. Lopez foi logo liberada; seu advogado divulgou uma declaração de que "Jennifer Lopez não possui uma arma de fogo nem tolera seu uso", enquanto o publicitário de Combs disse que Lopez "não tinha absolutamente nada a ver com esse tiroteio". No entanto, Combs foi indiciado por um grande júri de Manhattan. A controvérsia era esperada para a promoção do disco, mas uma porta-voz de Lopez disse que era improvável, o tiroteio atraiu a atenção principalmente em Nova York. Com o lançamento de "Feelin 'So Good" como single, Lopez mergulhou em outro mar de promoção com várias entrevistas de TV no início de 2000. Em 23 de fevereiro de 2000, Lopez usou um exótico vestido verde da selva Versace para o Grammy Awards de 2000, que ofuscou a polêmica do tiroteio e se tornou um dos mais conhecidos vestidos de tapete vermelho da história. No 13º Annual Kids' Choice Awards, que foi ao ar em 15 de abril de 2000, Lopez performou "Feelin' So Good". Em 2 de maio, ela novamente cantou "Feelin 'So Good" e "Waiting for Tonight" no Saturday Night Live. Em novembro daquele ano, um álbum de vídeo intitulado Jennifer Lopez: Feelin' So Good foi lançado pela SMV Enterprises, a divisão de mídia doméstica da Sony Music Entertainment, gravadora de música e entretenimento da Sony Corporation. O álbum oferece um estilo de documentário no lançamento da carreira musical de Lopez, com uma mistura de entrevistas, filmagens de bastidores, videoclipes e apresentações ao vivo.

## Recepção crítica
| Críticas profissionais | Críticas profissionais |
| Avaliações da crítica  | Avaliações da crítica  |
| Fonte                  | Avaliação              |
| ---------------------- | ---------------------- |
| AllMusic               | [ 57 ]                 |
| Entertainment Weekly   | (C)                    |
| Robert Christgau       | Corte                  |
| Rolling Stone          | [ 60 ]                 |
| Los Angeles Times      | [ 61 ]                 |
| NME                    | [ 62 ]                 |
| Sonic.net              | [ 63 ]                 |

On the 6, recebeu críticas positivas de críticos de música contemporânea. Elysa Gardner do The Los Angeles Times fez uma resenha positiva, elogiando sua mistura de "texturas e grooves urbanos e latinos com uma brilhante experiência pop" e os vocais de Lopez, que ela descreveu "tão sedutoramente emotivos quanto seu trabalho no cinema". A NME notou: "A estrela de cinema milionária Jennifer Lopez entra na indústria da música e seu ronronar puritano erradica toda a necessidade pública de Houston, Dion, e do resto das divas favoritas dos hits mundiais... A busca contínua de Mariah Carey por ser legal sofreu um duro golpe". Rob Sheffield da Rolling Stone deu ao álbum três de cinco estrelas, elogiando a atitude conservadora de Lopez com sua música:"A surpresa feliz de On the 6 é que ela sabe o que está fazendo de pirotecnia vocal tensa, Lopez se apega ao discreto murmúrio de R&B de um superstar que não precisa mostrar a cintura porque ela sabe que você já está prestando atenção". Sheffield descreveu Lopez como uma "mulher de canção e dança", que "faz um pouco de va-va e um monte de voom percorrer um longo caminho".
Heather Phares, da AllMusic, também foi positiva, escrevendo que o álbum "mostra a voz atrevida e versátil da atriz em vários cenários". No entanto, Newsday disse que "a embalagem e a produção são melhores que o som de Lopez". David Browne, da Entertainment Weekly, deu ao álbum uma crítica mista, insatisfeito com os vocais de Lopez, apesar da produção do álbum: "Assim que Lopez abre a boca, todo esse trabalho de avanço cai no esquecimento. No disco, a voz rouca e volúpia que tornou-se sua marca registrada em filmes como Out of Sight simplesmente desaparece". Browne sentiu que, embora sua voz fosse "mais magra" do que o esperado, não soava "embaraçoso, mas infelizmente comum". No geral, ele achava que, apesar de "todos os maços de dinheiro gastos em desenvolver" sua carreira musical, Lopez parece "um pouco mais que uma leve Spice Girl". Robert Christgau chamou "Let's Get Loud" de a melhor música do álbum, tornando-se uma "escolha de corte". Aaron Beierle, do DVD Talk, descreveu On the 6 como uma "estreia confiante", porque apesar de não achar que os vocais de Lopez são "notáveis", eles têm uma qualidade "suave, quente e sensual": "As músicas mais agitadas têm um ritmo maior que o anterior, com batidas profundas e dinâmicas, enquanto as baladas são apresentadas com maior clareza e um som mais aberto e arejado".

## Desempenho comercial
On the 6 foi um sucesso comercial, o que surpreendeu os críticos, pois foi considerado um grande risco para a carreira de Lopez. Na semana que terminou em 19 de junho de 1999, estreou na oitava posição na Billboard 200, vendendo 112.000 unidades durante a mesma semana em que "If You Had My Love" passou sua segunda semana como número um na Billboard 200. Na semana seguinte, o álbum caiu para o número 12, embora seu primeiro single permanecesse no topo do Hot 100. Na terceira semana, o álbum permaneceu nessa posição. De acordo com a Nielsen SoundScan, On the 6 vendeu quase 400.000 cópias durante as primeiras quatro semanas. Durante todo o mês de julho, o álbum teve um desempenho constante, permanecendo no top 20 da Billboard 200. Em 21 de agosto, o álbum passou dez semanas entre os vinte primeiros, enquanto "If You Had My Love" esteve entre os dez primeiros do Hot 100 por doze semanas. Em outubro, On the 6 vendeu 1,6 milhão de cópias nos Estados Unidos. Depois de um ano no gráfico, o álbum caiu na semana de 3 de junho de 2000, depois de figurar no número 173. Ele entrou novamente duas semanas depois, no número 179, antes de cair para o número 186 e sai da parada na semana seguinte. No geral, On the 6 experimentou uma corrida de 53 semanas na Billboard 200. O álbum também alcançou o número oito na Top R&B/Hip-Hop Albums da Billboard, e foi certificado como platina tripla pela Recording Industry Association of America pelas mais de três milhões de unidades comercializadas. Em outubro de 2010, o Gary Trust da Billboard informou que o álbum havia vendido 2,81 milhões de cópias nos Estados Unidos, tornando-o a segunda maior venda de Lopez no total.
O álbum também teve sucesso internacional, alcançando o top dez de vários países. Na Alemanha, On the 6 entreou nas paradas em 19 de julho de 1999, no número oito; depois de duas semanas, chegou ao terceiro lugar. Foi certificado como ouro naquele país pela Bundesverband Musikindustrie (BVMI) por vendas superiores a 250.000 unidades. O álbum também alcançou o número três (e foi certificado como ouro) na Suíça, onde vendeu 15.000 cópias. No Canadá, On the 6 chegou ao número cinco, e foi certificado cinco vezes pelas mais de meio milhão de cópias comercializadas. Na Bélgica, o álbum alcançou o número dez na Flanders e o número seis na Valônia. On the 6, entrou na parada de álbuns holandesa no número 55 da semana de 10 de julho. Quase um mês depois, em 7 de agosto, chegou ao sexto lugar. O álbum passou um total de 82 semanas na Holanda, e foi disco de platina pelas vendas de 60.000 cópias. On the 6 teve um sucesso moderado na Austrália, onde estreou (e atingiu o pico) no número 11 em 18 de julho. Em 2002, foi certificado platina pela Australian Recording Industry Association por vender 70.000 cópias. On the 6, estreou no número 14 no Reino Unido, e foi certificado de platina pela British Phonographic Industry por vender mais de 300.000 cópias. O álbum entrou na parada francesa no número 24 em 3 de julho, chegando ao número 15 duas semanas depois. Ele passou um total de 38 semanas no quadro e foi premiado com uma certificação de duplo ouro pelo Syndicat National de l'Édition Phonographique pelas vendas de 210.000 cópias. On the 6 vendeu 2 milhões de cópias em todo o mundo até 26 de novembro de 1999, e 5 milhões em junho de 2000. Até fevereiro de 2001, o álbum havia vendido mais de 8 milhões de cópias em todo o mundo.

## Legado

### Impacto cultural
Lopez e seus colegas artistas Ricky Martin, Enrique Iglesias, e Marc Anthony receberam o crédito de popularizar a música pop produzida por artistas hispânicos durante o ano de 1999. Na época, notou-se que os músicos latinos estavam "criando uma agitação" no entretenimento americano. De acordo com The Dallas Morning News, uma "explosão" e "explosão étnica" de pop latino estava ocorrendo. Brian Haack da The Recording Academy escreveu que foi a performance de Lopez em Selena que a posicionou como "a estrela feminina que ajudou a impulsionar o movimento pop latino". Já que ela é de ascendência latina e cruzou para o mercado da música mainstream, Lopez é considerada a "realeza do crossover". Mark Guarino do Daily Herald disse sobre Lopez e seus colegas artistas latinos, "a julgar pelos seus registros, sua identidade cultural foi identificada como bagagem cultural por suas gravadoras e essas malas foram despachadas a caminho do estrelato".
Lopez e Anthony observaram que queriam que a "invasão latina" e o "campanha publicitária" diminuíssem para que pudessem ser vistos como artistas normais e "pessoas comuns". Anthony afirmou que sua música "não é música latina" (embora tenha influências latinas), mas "não é representativo do que música latina é": "Destacar-se porque você é porto-riquenho ou porque você é latino é realmente estranho". Lopez disse:"Eu não acho que o Latino é uma fase [ou] como é moda deste ano. Sendo que você está falando de pessoas, eu realmente não me sinto assim". O Hartford Courant disse: "Todos conquistaram as paradas pop tradicionais ao atenuar o tempero de sua salsa nativa e especialmente cantando em inglês". Mais tarde, Lopez observou: "É engraçado que eles criem uma coisa de 'movimento' porque três pessoas lançam um álbum ao mesmo tempo, ou o que quer que seja. Sim, eu sou latina. Sim, eu fiz um álbum pop inglês porque Eu cresci aqui nos Estados Unidos, não sei ... Não me incomodo de jeito nenhum, não pensei nisso como algo negativo, mas também não achei justo faça isso porque faz parecer que as pessoas são uma moda passageira - ou uma cultura é uma moda passageira". Essa "explosão latina" foi exibida em um documentário intitulado The Latin Explosion da HBO, produzido por Mottola; incluiu uma entrevista com Lopez entre outros artistas latinos.

### Transição de carreira
Seis meses após o lançamento de On the 6, Lopez tinha se transformado com sucesso de uma estrela de cinema em uma estrela pop, juntando-se a um "círculo de elite de atores para se aventurar na arena da música". Ela se tornou a mais recente de um pequeno número de estrelas para conseguir isso, seguindo Martika e Vanessa Williams (que cruzaram durante o final dos anos 80 e início dos anos 90). O videoclipe provocativo para o single principal do álbum ("If You Had My Love") foi um sucesso nos canais da MTV em todo o mundo, com Lopez popular em um campo anteriormente dominado por Madonna e Janet Jackson. "Waiting for Tonight" e seu videoclipe criaram uma mania musical em associação com o novo ano, e foi um hino comemorativo para o novo milênio. Em 2013, Andrew Barker da Variety descreveu o single como seu "hit das baladas", observando que "parecia antecipar a ascensão do dance pop centrado na Europa uma década antes de a EDM se tornar um termo interessante" e notando que quando a cultura DJ se tornou uma tendência Lopez se afastou (em vez disso, lançou o espanhol Como Ama una Mujer em 2007).
Desde o lançamento de On the 6, Lopez tem sido amplamente considerada como um performer de tripla ameaça: a artista mais influente de origem hispânica nos Estados Unidos e um ícone da cultura pop. O Los Angeles Times escreveu: "Fazer a transição de atriz para cantora é uma proposta arriscada - qualquer um se lembra do momento musical de Philip Michael Thomas? Mas Lopez está agindo da maneira mais agradável: com um coração leve e pés ainda mais leves". O Entertainment Weekly, que deu ao álbum uma crítica mista, disse:"No ano de 2020, este álbum fará parte da tese de doutorado de alguém sobre os perigos do crossover". Lopez usou sua carreira no cinema e na música para construir um império de sucesso. Em abril de 2011, a CNN escreveu: "De Fly Girl em In Living Color para julgar no American Idol, ela levou seu talento além da tripla ameaça de ser dançarina, cantora e atriz e agora lidera um império que inclui fragrâncias, uma produtora, endossos lucrativos e um lugar mais uma vez no topo das paradas, tendo vendido dezenas de milhões de discos ao longo dos anos". Lopez vendeu 75 milhões de discos depois de On the 6, e recebeu uma estrela na Calçada da Fama de Hollywood em 2013 por sua contribuição para a indústria da música.

## Faixas
| N.º            | Título                                                    | Compositor(es)                                                                 | Produção                                           | Duração |  |
| 1.             | "If You Had My Love"                                      | Jerkins                                                                        | Jerkins                                            | 4:26    |  |
| 2.             | "Should've Never"                                         | Samuel Barnes Jean Claude Olivier Rooney Tonino Baliardo [a] Nicolas Reyes [a] | Poke and Tone Rooney [b] Dan Shea [b]              | 6:14    |  |
| 3.             | "Too Late"                                                | Alvin West                                                                     | West                                               | 4:27    |  |
| 4.             | "Feelin' So Good" (com participação de Big Pun e Fat Joe) | Sean "Puffy" Combs Steven Standard [c] George Logios [c]                       | Combs                                              | 5:26    |  |
| 5.             | "Let's Get Loud"                                          | Estefan Santander                                                              | Emilio Estefan Jr. [d] Santander                   | 3:59    |  |
| 6.             | "Could This Be Love"                                      | Dermer                                                                         | Estefan Jr. [d] Dermer                             | 4:24    |  |
| 7.             | "No Me Ames" (dueto com Marc Anthony) (Tropical Remix)    | Bigazzi Baldi Falagiani                                                        | Estefan Jr. [f] Shea [g] Juan Vicente Zambrano [h] | 5:03    |  |
| 8.             | "Waiting for Tonight"                                     | Christensen Garvin Temple                                                      | Ric Wake Richie Jones [i]                          | 4:06    |  |
| 9.             | "Open Off My Love"                                        | Darrell "Digga" Branch Lance "Un" Rivera                                       | Branch Rivera                                      | 4:33    |  |
| 10.            | "Promise Me You'll Try"                                   | Zizzo                                                                          | Wake                                               | 3:51    |  |
| 11.            | "It's Not That Serious"                                   | Jerkins                                                                        | Jerkins Dawson                                     | 4:15    |  |
| 12.            | "Talk About Us"                                           | Rooney                                                                         | Rooney Shea                                        | 4:34    |  |
| 13.            | "No Me Ames" (dueto com Marc Anthony) (versão balada)     | Bigazzi Baldi Falagiani                                                        | Shea                                               | 4:38    |  |
| 14.            | "Una Noche Mas" (Waiting for Tonight)                     | Christensen Garvin Temple                                                      | Wake                                               | 4:05    |  |
| Duração total: | Duração total:                                            | Duração total:                                                                 | Duração total:                                     | 64:01   |  |

| Faixa bônus japonesa |                                                           |                |                |         |  |
| N.º                  | Título                                                    | Compositor(es) | Produção       | Duração |  |
| 15.                  | "Theme from Mahogany (Do You Know Where You're Going To)" | Masser Goffin  | Shea Rooney    | 3:34    |  |
| Duração total:       | Duração total:                                            | Duração total: | Duração total: | 67:35   |  |

| Faixas bônus europeia |                                                           |                                   |                            |         |  |
| N.º                   | Título                                                    | Compositor(es)                    | Produção                   | Duração |  |
| 15.                   | "Baila"                                                   | Estefan Jr. Secada Barlow Noriega | Estefan Jr. Barlow Noriega | 3:54    |  |
| 16.                   | "Theme from Mahogany (Do You Know Where You're Going To)" | Masser Goffin                     | Shea Rooney                | 3:34    |  |
| Duração total:        | Duração total:                                            | Duração total:                    | Duração total:             | 71:29   |  |

| Edição especial europeia (CD bônus) |                                                                   |         |  |
| N.º                                 | Título                                                            | Duração |  |
| 1.                                  | "If You Had My Love" (Dark Child Master Mix)                      | 4:25    |  |
| 2.                                  | "If You Had My Love" (Metro Remix)                                | 6:08    |  |
| 3.                                  | "Waiting for Tonight" (Metro Mix)                                 | 5:53    |  |
| 4.                                  | "Waiting for Tonight" (Future Shock Midnight at Mambo Mix)        | 8:36    |  |
| 5.                                  | "Feelin' So Good" (Bad Boy Remix) (featuring Big Pun and Fat Joe) | 4:31    |  |
| Duração total:                      | Duração total:                                                    | 29:33   |  |

| Edição do Pacote Especial do Milênio (bônus VCD) |                               |         |  |
| N.º                                              | Título                        | Duração |  |
| 1.                                               | "If You Had My Love" (video)  |         |  |
| 2.                                               | "Waiting for Tonight" (video) |         |  |

| Edição espanhola |                                                        |         |  |
| N.º              | Título                                                 | Duração |  |
| 1.               | "No Me Ames" (dueto com Marc Anthony) (versão balada)  | 4:36    |  |
| 2.               | "If You Had My Love"                                   | 4:26    |  |
| 3.               | "Una Noche Más" (Waiting for Tonight)                  | 4:06    |  |
| 4.               | "Should've Never"                                      | 6:14    |  |
| 5.               | "Es Amor"                                              | 4:39    |  |
| 6.               | "Let's Get Loud"                                       | 4:00    |  |
| 7.               | "It's Not That Serious"                                | 4:16    |  |
| 8.               | "Amar es Para Siempre" (Promise Me You'll Try)         | 3:52    |  |
| 9.               | "Too Late"                                             | 4:28    |  |
| 10.              | "El Deseo de Tu Amor" (Open Off My love)               | 3:36    |  |
| 11.              | "Talk About Us"                                        | 4:35    |  |
| 12.              | "Could This Be Love"                                   | 4:26    |  |
| 13.              | "No Me Ames" (dueto com Marc Anthony) (Tropical Remix) | 5:03    |  |
| Duração total:   | Duração total:                                         | 58:17   |  |

| Faixa bônus de reedição espanhola |                       |         |  |
| N.º                               | Título                | Duração |  |
| 14.                               | "Waiting for Tonight" | 4:06    |  |
| Duração total:                    | Duração total:        | 62:23   |  |

## Equipe
Créditos de On the 6 adaptado de AllMusic
Produção
| - Ariel – engenheiro - Charles "Prince Charles" Alexander – Mixagem - Marcelo Añez – engenheiro - Chuck Bailey – assistente de engenharia, engenheiro - David Barratt – produção coordenação - Tom Bender – assistente de engenharia, engenheiro, mixagem, assistente de mixagem - Manny Benito - diretor vocal - Juan Bohorquez – assistente de engenharia - Gustavo Bonnet – assistente de engenharia - Ariel Borujow – assistente de engenharia - Darrell Branch – produção - Bob Cadway – engenharia - Brian Calicchia – assistente de engenharia, engenharia - Sean "Puffy" Combs – produção - Lauren Dawson – produção - Emilio Estefan, Jr. – executivo de produção, produção - Bobby Fernandez – engenharia - Alfred Figueroa – assistente de engenharia - Pablo Flores – mixagem, fotografia - Javier Garza – engenharia, mixagem - David Gleeson – engenharia - Larry Gold – arranjos, condução, engenharia - Franklin Grant – engenharia - Mick Guzauski – mixagem, remix - Brian Harding – assistente de engenharia, engenharia - Dan Hetzel – engenharia, mixagem - Jim Janik – edição digital, faixas vocal - Rob Jenkins – produção - Rodney Jerkins – produção - Richie Jones – arranjo, percussão, produção, programação, remix - Pete Krawiec – assistente de engenharia, engenharia - Sebastián Krys – engenharia - Bob Ludwig – masterização - Bill Makina – programação | - Glen Marchese – assistente de engenharia, engenharia - Tony Mardini – assistente de engenharia - Tony Maserati – Mixagem - Lester Mendez – programação - Steve Menezes – assistente de engenharia, engenharia - Freddy Piñero, Jr. – engenharia - Poke & Tone – produção, programação - Jim Porto – assistente de engenharia - Herb Powers – masterização - Prince Charles – engenharia, mixagem, vocais de fundo - Simon Ramone – assistente de engenharia, engenharia - Bill Molina – programação - Dave Reitzas – engenharia - David Rideau – engenharia - Kike Santander – arranjo, produção - William Ross – condutor, arranjo e condução - Dave Scheuer – arranjo, engenharia, programação - David Shackney – engenharia - Dan Shea – arranjo, edição digital, engenharia, programação de teclado, teclado, produção, programação, produção vocal - Chucky Thompson – programação - Rick Wake – arranjo, produção - Alvin West –, piano, produção, programação - Chris Wiggins – assistente de engenharia - Robb Williams – assistente de engenharia, engenharia - Mario Winans – programação - Thomas R. Yezzi – engenharia - Juan Vincente Zambrano – arranjo, teclado, produção, programação |

Músicos
| - Jennifer Lopez – vocais, vocais de fundo, produção executiva - 7 Mile Primary – vocais de fundo - Donna Allen – vocais de fundo - Kenny Anderson – saxofone - Marc Anthony – artista convidado - Randy Barlow – trompete - Juan Barrett - Tom Barney – arranjo, baixo - Big Punisher – Rap - Edwin Bonilla – percussão - Angie Chirino – vocais de fundo - Sal Cuevas – Baixo - LaShawn Daniels – vocais de fundo - Ximera DePombo – vocais de fundo - Lawrence Dermer – teclado, produção, vocais de fundo - Margaret Dorn – vocais de fundo - Paquito Echevarria – Piano - Fat Joe – Rap - Sandy Griffith – vocais de fundo - Douglas Guevara – bongos, timbal - Douglas Guevera – bongos, congas, timbals - Shawnyette Harrell – vocais de fundo - Skyler Jett – vocais de fundo - Jennifer Karr – vocais de fundo - Eric Kupper – teclado - Bill Lawrence – vocais de fundo - Michael Landau – guitarra - Kyra Lawrence – vocais de fundo | - Manny López – guitarra - Manuel Lopez – guitarra - Doug Michels – Trompete - Chieli Minucci – guitarra - Herman "Teddy" Mulet – trombone - Conesha Owens – vocais de fundo - Konesha Owens – vocais de fundo - Dean Parks – guitarra - Lena Pérez – vocais de fundo - Wendy Peterson – vocais de fundo - Archie Pena – percussão - Rita Quintero – vocais de fundo - Tracy Reid – vocais de fundo - Claytoven Richardson – vocais de fundo - Lance "Un" Rivera – produção - Corey Rooney – arranjo, produção executiva, teclado, vocais de fundo - Jack Stamates – violino - Michael Thompson – guitarra - Michael Hart Thompson – guitarra - Rene Toledo – guitarra - Kim Travis – vocais de fundo - Jorges Valero – vocais de fundo - José Miguel Velásquez – vocais de fundo - Al West – piano, produção - Betty Wright – produção vocal, vocais de fundo - Peter Zizzo – arranjo, teclado |

## Prêmios e indicações
| ALMA Awards                      | Performer de Destaque em Vídeo Musical                | Jennifer Lopez                | Venceu   |
| ALMA Awards                      | Artista Feminina do Ano                               | Jennifer Lopez                | Venceu   |
| American Music Awards            | Artista Feminina de Pop/Rock Favorita                 | Jennifer Lopez                | Indicado |
| American Music Awards            | Artista Latino Favorito                               | Jennifer Lopez                | Indicado |
| Bambi Awards                     | Melhor Performance Pop Internacional                  | Jennifer Lopez                | Venceu   |
| Billboard Music Awards           | Melhor Artista Novo                                   | Jennifer Lopez                | Indicado |
| Brit Awards                      | Melhor Revelação Internacional                        | Jennifer Lopez                | Indicado |
| Brit Awards                      | Artista Solo Feminina Internacional                   | Jennifer Lopez                | Indicado |
| MTV Europe Music Awards          | Melhor Artista Novo                                   | Jennifer Lopez                | Indicado |
| MTV Europe Music Awards          | Melhor Artista Feminina                               | Jennifer Lopez                | Indicado |
| MTV Europe Music Awards          | Melhor Artista R&B                                    | Jennifer Lopez                | Venceu   |
| Nickelodeon Kids' Choice Awards  | Novo Artista Musical Favorito                         | Jennifer Lopez                | Venceu   |
| Nickelodeon Kids' Choice Awards  | Cantora Feminina Favorita                             | Jennifer Lopez                | Indicado |
| NRJ Music Awards                 | Artista Feminina Internacional do Ano                 | Jennifer Lopez                | Indicado |
| Prêmio Bravo Otto                | Cantora Feminina                                      | Jennifer Lopez                | Indicado |
| TMF Awards                       | Melhor Cantora                                        | Jennifer Lopez                | Venceu   |
| Premio Lo Nuestro                | Artista Pop Feminina                                  | Jennifer Lopez                | Indicado |
| Premio Lo Nuestro                | Novo Artista Pop do Ano                               | Jennifer Lopez                | Indicado |
| Premio Lo Nuestro                | Duo Pop ou Grupo do Ano                               | Jennifer Lopez e Marc Anthony | Indicado |
| Billboard Latin Music Awards     | Canção Latina do Ano                                  | No Me Ames                    | Indicado |
| Billboard Latin Music Awards     | Canção Tropical/Salsa do Ano                          | No Me Ames                    | Indicado |
| Billboard Latin Music Awards     | Melhor Duo Vocal                                      | No Me Ames                    | Venceu   |
| Latin Grammy Awards              | Melhor Performance Pop Vocal em Dupla ou Grupo do Ano | No Me Ames                    | Indicado |
| Latin Grammy Awards              | Melhor Vídeo Musical - Versão Curta                   | No Me Ames                    | Indicado |
| Premios Juventud                 | Canção Mais Cativante                                 | No Me Ames                    | Indicado |
| Blockbuster Entertainment Awards | Artista Revelação Feminina Favorita                   | On the 6                      | Indicado |
| Echo Awards                      | Revelação Internacional do Ano                        | On the 6                      | Indicado |
| Soul Train Music Awards          | Melhor Álbum R&B/Soul Feminino                        | On the 6                      | Indicado |
| Emma Awards                      | Melhor Produção/Ato Musical Internacional             | On the 6                      | Indicado |
| Premios Odeón                    | Melhor Álbum Internacional                            | On the 6                      | Indicado |
| Premios Odeón                    | Melhor Solista Latina Feminina                        | Jennifer Lopez                | Indicado |
| Grammy Awards                    | Melhor Gravação Dance                                 | Let's Get Loud                | Indicado |
| Grammy Awards                    | Melhor Gravação Dance                                 | Waiting for Tonight           | Indicado |
| International Dance Music Awards | Melhor Vídeo Dance                                    | Waiting for Tonight           | Venceu   |
| International Dance Music Awards | Melhor Novo Artista Dance                             | Jennifer Lopez                | Venceu   |
| Teen Choice Awards               | Artista Revelação                                     | Jennifer Lopez                | Indicado |
| Teen Choice Awards               | Hottie Feminina                                       | Jennifer Lopez                | Indicado |
| Teen Choice Awards               | Artista Feminina                                      | Jennifer Lopez                | Indicado |
| Teen Choice Awards               | Melhor Canção do Verão                                | If You Had My Love            | Venceu   |
| MTV Video Music Awards           | Melhor Vídeo Feminino                                 | If You Had My Love            | Indicado |
| MTV Video Music Awards           | Melhor Vídeo Dance                                    | If You Had My Love            | Indicado |
| MTV Video Music Awards           | Melhor Vídeo Pop                                      | If You Had My Love            | Indicado |
| MTV Video Music Awards           | Melhor Novo Artista em um Vídeo                       | If You Had My Love            | Indicado |
| MTV Video Music Awards           | Melhor Website de Artista                             | www.jenniferlopez.com         | Indicado |
| MTV Video Music Awards           | Melhor Coreografia em um Vídeo                        | Waiting for Tonight           | Indicado |
| MTV Video Music Awards           | Melhor Vídeo Dance                                    | Waiting for Tonight           | Venceu   |
| MVPA Awards                      | Melhor Cabelo                                         | Waiting for Tonight           | Venceu   |
| MVPA Awards                      | Vídeo Pop do Ano                                      | Waiting for Tonight           | Indicado |
| My VH1 Music Awards              | Vídeo Mais Sexy                                       | Waiting for Tonight           | Indicado |
| MOBO Awards                      | Melhor Vídeo                                          | Feelin' So Good               | Indicado |

## Desempenho nas tabelas musicais
| Tabela musical (1999)                   | Melhor posição |
| --------------------------------------- | -------------- |
| Alemanha (German Albums Chart)          | 3              |
| Austrália (ARIA)                        | 11             |
| Áustria (Ö3 Austria Top 40)             | 7              |
| Bélgica (Ultratop Flandres)             | 10             |
| Bélgica (Ultratop Valônia)              | 6              |
| Canadá (Billboard)                      | 5              |
| Escócia (Official Scottish Albums)      | 43             |
| Espanha (PROMUSICAE)                    | 12             |
| Estados Unidos (Billboard 200)          | 8              |
| Estados Unidos (Top R&B/Hip Hop Albums) | 8              |
| Finlândia (Suomen virallinen lista)     | 15             |
| França (SNEP)                           | 15             |
| Hungria (Hungarian Albums Chart)        | 14             |
| Japão (Japanese Albums Chart            | 20             |
| Noruega (VG-lista)                      | 14             |
| Nova Zelândia (RMNZ)                    | 18             |
| Países Baixos (Dutch Charts)            | 6              |
| Portugal (AFP)                          | 9              |
| Reino Unido (UK Albums Chart)           | 14             |
| Reino Unido (UK R&B Albums Chart)       | 4              |
| Suécia (Sverigetopplistan)              | 20             |
| Suíça (Schweizer Hitparade)             | 3              |

| Tabela musical (1999)                             | Melhor posição |
| ------------------------------------------------- | -------------- |
| Alemanha (German Albums Chart)                    | 32             |
| Austrália (Australian Albums Chart)               | 79             |
| Áustria (Austrian Singles Chart)                  | 40             |
| Bélgica (Ultratop 40 Valônia)                     | 35             |
| Bélgica (Ultratop 40 Flanders)                    | 59             |
| Canadá (Canadian Albums Chart)                    | 17             |
| Espanha (Spanish Albums Chart)                    | 34             |
| Estados Unidos (Billboard 200)                    | 50             |
| Estados Unidos (Billboard Top R&B/Hip-Hop Albums) | 71             |
| Itália (Italian Albums Charts)                    | 59             |
| Países Baixos (Dutch Albums Chart)                | 57             |
| Reino Unido (UK Albums Chart)                     | 80             |
| Suíça (Swiss Albums Chart)                        | 44             |
| Tabela musical (2000)                             | Melhor posição |
| Alemanha (German Albums Chart)                    | 82             |

## Vendas e certificações
| Região                                                                                             | Certificação | Vendas    |
| -------------------------------------------------------------------------------------------------- | ------------ | --------- |
| Alemanha (BVMI)                                                                                    | Ouro         | 250,000   |
| Argentina (CAPIF)                                                                                  | Platina      | 40,000    |
| Austrália (ARIA)                                                                                   | Platina      | 70,000    |
| Áustria (IFPI)                                                                                     | Ouro         | 10,000    |
| Bélgica (BEA)                                                                                      | Platina      | 30,000    |
| Canadá (CRIA)                                                                                      | 5× Platina   | 500,000   |
| Espanha (PROMUSICAE)                                                                               | 2× Platina   | 200,000   |
| Estados Unidos (RIAA)                                                                              | 3× Platina   | 2,808,000 |
| Austrália (IFPI)                                                                                   | Ouro         | 15,000    |
| França (SNEP)                                                                                      | 2× Ouro      | 210,000   |
| Japão (RIAJ)                                                                                       | Platina      | 200,000^  |
| França (NVPI)                                                                                      | Platina      | 60,000    |
| Nova Zelândia (RMNZ)                                                                               | Ouro         | 7,500     |
| Polônia (ZPAV)                                                                                     | Platina      | 100,000   |
| Reino Unido (BPI)                                                                                  | Platina      | 300,000   |
| Suíça (IFPI)                                                                                       | Platina      | 50,000    |
| Resumos                                                                                            |              |           |
| Europa (IFPI)                                                                                      | Platina      | 1,000,000 |
| *números de vendas baseados somente na certificação ^distribuições baseadas apenas na certificação |              |           |